# Bukówki
Bukówki (kaszb. Prądzónka, niem. Prondzonka) – mała kaszubska osada leśna w Polsce na Równinie Charzykowskiej położona w województwie pomorskim, w powiecie bytowskim, w gminie Studzienice. Osada wchodzi w skład sołectwa Przewóz. Zabudowania osady skupiają się wokół leśniczówki "Bukówki". Na południe od miejscowości w obszarze źródłowym rzeki Kulawy wyraźne ślady poeksploatacyjne wyrobisk kredy jeziornej.
W latach 1975–1998 miejscowość administracyjnie należała do województwa słupskiego. 
W okresie kulturkampfu dotychczasową niemiecką nazwę leśnictwa (Prondzonka) uznano za zbyt słowiańską i w 1891 r. zmieniono ją na Offenberg.